# سعدان مالبروك
سعدان مالبروك (الاسم العلمي:Chlorocebus cynosuros) (بالإنجليزية: Malbrouck)‏ هو نوع من الحيوانات يتبع جنس العبلنج من فصيلة سعادين العالم القديم.